# Cecil Havers
Cecil Robert Havers, Kt, QC (Norwich, 12 de novembro de 1889 - Richmond, 5 de maio de 1977), foi um magistrado britânico e juiz da Alta Corte de Justiça.

## Biografia
Terceiro filho de Daniel George Havers e de Agnes Sophia Buckingham, Cecil nasceu em Norwich, onde seu pai atuava como advogado. Ele foi educado na Norwich Grammar School e cursou o ensino superior na Corpus Christi College, em Cambridge, graduando-se com um BA de primeira classe em clássicos em 1912 e um LLB em 1913.
Durante a Primeira Guerra Mundial, foi comissionado como segundo tenente temporário no 5º Batalhão do Regimento de Hampshire (Territorial Force) em janeiro de 1915, sendo promovido a tenente temporário em junho de 1915 e capitão temporário em fevereiro de 1916. Em abril de 1918, ele foi transferido para servir como capitão interino do Regimento de Tanques, e novamente como capitão temporário em fevereiro de 1919.
Tendo atingido a idade limite para o serviço militar, ele passou para a reserva em 12 de novembro de 1939 com o posto de capitão.